# Maarika Võsu
Maarika Võsu (Tartu, 7 giugno 1972) è una schermitrice estone, specializzata nella spada. Ha vinto due medaglie d'argento ed una di bronzo ai Campionati mondiali di scherma.